# ازدواج همجنس در نروژ
ازدواج همجنس در نروژ از اول ژانویه ۲۰۰۹ قانونی شد. قانون این تغییر در مجلس نمایندگان و در ژوئن ۲۰۰۸ تصویب شده‌بود. نروژ اولین کشور اسکاندیناوی و ششمین کشور در جهان است که ازدواج همجنس را در سطح ملی قانونی کرده‌است.